# Pedicularis tomentosa
Pedicularis tomentosa är en snyltrotsväxtart som beskrevs av Hui Lin Li. Pedicularis tomentosa ingår i släktet spiror, och familjen snyltrotsväxter. Inga underarter finns listade i Catalogue of Life.